# Convent de Sant Francesc de Blanes
Sant Francesc és un antic convent de frares caputxins construït a la vila de Blanes (la Selva, província de Girona). Fou edificat l'any 1583 a sobre de la punta de Santa Anna, un dels extrems de la badia de Blanes, i va mantenir una comunitat monàstica fins a l'any 1835, a causa de la desamortització de Mendizábal sobre els béns eclesiàstics, quedant abandonat i en un estat força lamentable fins que el 1910 el comprà l'editor Joaquim Casas i Carbó, germà del pintor Ramon Casas. Els nous propietaris iniciaren els treballs de restauració, continuats per la família Biosca Garriga l'any 1942, tot conservant diversos elements originals. A l'interior del recinte es troba la capella de Santa Anna, la qual, documentada des del 1477, és anterior al propi convent.
El convent fou l'escenari principal en el qual l'escriptor Joaquim Ruyra s'inspirà pel seu relat "Les Coses Benignes".